# Eybir Bonaga
Eybir Bonaga Cerrud (né le 19 mai 1986 à David au Panama) est un joueur de football international panaméen, qui évolue au poste de milieu de terrain.

## Biographie

### Carrière en sélection
Avec l'équipe du Panama, il joue 24 matchs (pour un but inscrit) entre 2009 et 2013. 
Il figure dans le groupe des sélectionnés lors des Gold Cup de 2011 et de 2013. Il atteint la demi-finale de cette compétition en 2011 puis la finale en 2013.
Il joue également deux matchs comptant pour les tours préliminaires de la coupe du monde 2014.

## Palmarès
| San Francisco - Championnat du Panama (1) : - Champion : 2011 (Clausura). |  | Panama - Gold Cup : - Finaliste : 2013. |